# 勒巴斯蒂
勒巴斯蒂（法語：Le Bastit，法語發音：[lə basti]）是法国洛特省的一个市镇，属于古尔东区。

## 地理
勒巴斯蒂（44°43'22"N, 1°39'55"E）面积28.25 平方千米，位于法国奧克西塔尼大區洛特省，该省份为法国西南部内陆省份，北起顺时针与科雷兹省、康塔爾省、阿韦龙省、塔恩-加龙省、洛特-加龍省和多尔多涅省接壤。
与勒巴斯蒂接壤的市镇（或旧市镇、城区）包括：格拉马、卡尔吕塞、库祖、吕讷加德、蒙福孔、雷亚克、克尔德科斯。

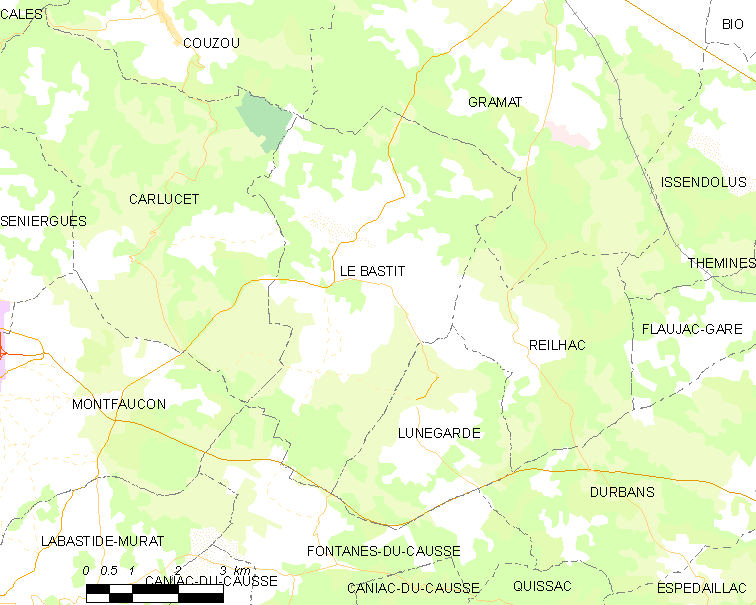
勒巴斯蒂的OSM定位图

勒巴斯蒂的时区为UTC+01:00、UTC+02:00（夏令时）。

## 行政
勒巴斯蒂的邮政编码为46500，INSEE市镇编码为46018。

## 政治
勒巴斯蒂所属的省级选区为格拉马县。

## 人口

1962-2008年间勒巴斯蒂人口变化图示

勒巴斯蒂于2022年1月1日时的人口数量为141人。